# Edwall
Edwall az Amerikai Egyesült Államok északnyugati részén, Washington állam Lincoln megyéjében elhelyezkedő önkormányzat nélküli település.
A település első lakója az 1881-ben itt letelepedő Peter Edwall volt, akit William Spence követett. Peter Edwall 1887-ben megvásárolta Spence telkét, majd a Great Northern Railway vasútvonalának 1892-es megépültekor a helységnek az Edwall nevet adta.

## Nevezetes személy
- Bill Moos, a Nebraskai Egyetem atlétikai igazgatója[2]

## Fordítás
- Ez a szócikk részben vagy egészben  az   Edwall, Washington című angol Wikipédia-szócikk ezen változatának fordításán alapul.  Az eredeti cikk szerkesztőit annak laptörténete sorolja fel. Ez a jelzés csupán a megfogalmazás eredetét és a szerzői jogokat jelzi, nem szolgál a cikkben szereplő információk forrásmegjelöléseként.